# Ternatea
Ternatea là một chi thực vật có hoa trong họ Đậu.